# Bolvásvölgy
Bolvásvölgy (románul: Valea Bolvașnița) falu Romániában, a Bánságban, Krassó-Szörény megyében.

## Fekvése
Herkulesfürdőtől északra fekvő település.

## Nevének eredete
Nevét a Bolvasnicza (Bolvás) patakról kapta, melynek völgyében fekszik.

## Története
Bolvásvölgy nevét 1436-ban említette először oklevél Balvasticza néven, Zsigmond király adománylevelében.
1769-ben Bolvasnicza, 1808-ban Valliabolvasnicza, Bolvasniczaválea,  Vallia Bolvasnicza, 1888-ban Valea-Bolvasnicza, 1913-ban Bolvásvölgy formában volt említve.
1436-ban Zsigmond király a csanádi káptalan által beiktatta Bolvasticza és más falvak (Hosszúmező, Alsó Kirva) birtokokba iktattatta be Balvasticzai Imre fiait: Jakabot és Mihályt, valamint a velük rokon Hosszúmezei Istvánt és Alsókirvai Demetert, Layo fiát.

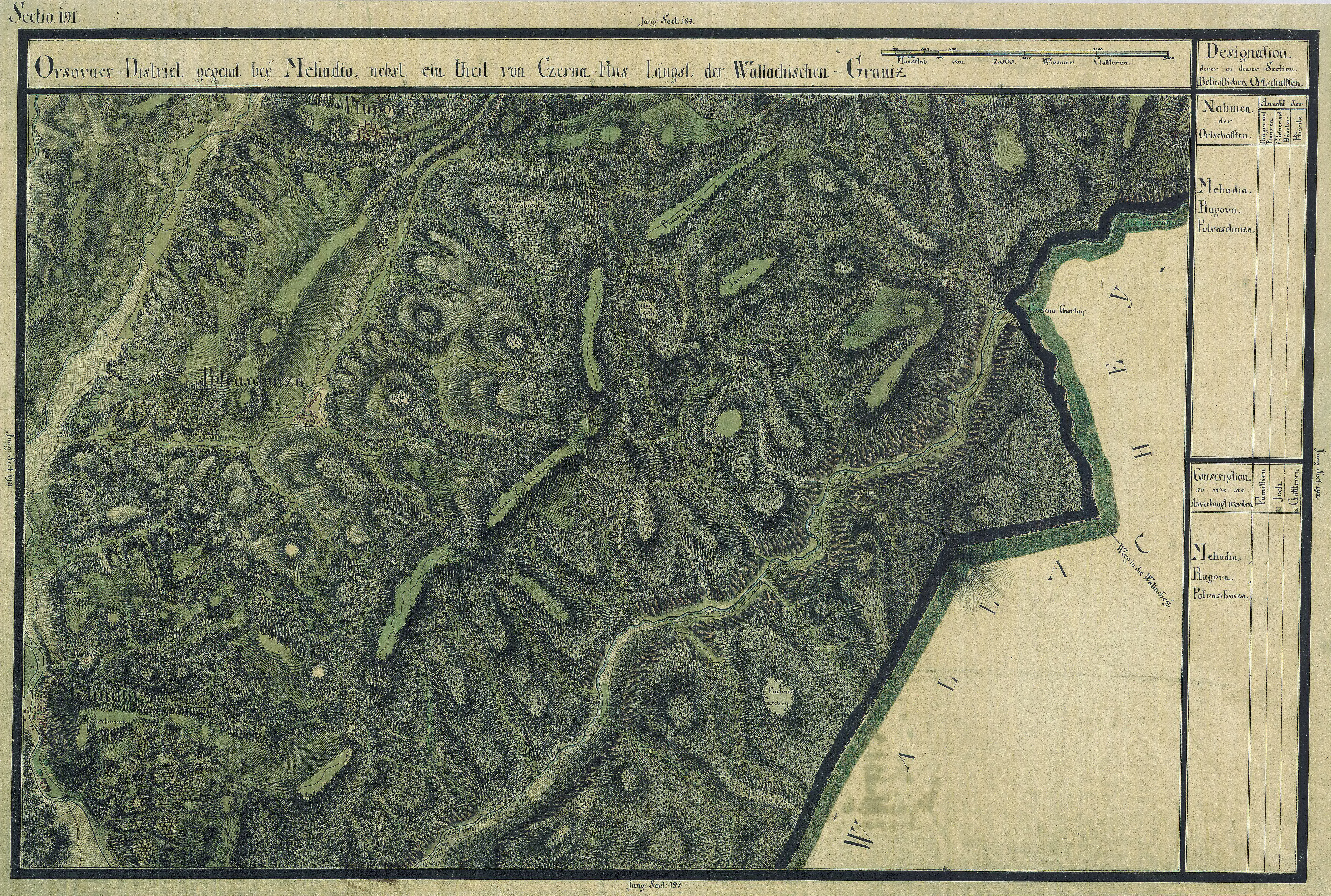
Bolvásvölgy egy régi térképen

Az 1690—1700 évi összeírás Balvasnicza falut a mehádiai vagy orsovai kerülethez tartozónak említette.
1769-ben a zsupanekí zászlóalj alakításakor e falut is a zsupanekí zászlóalj területéhez kapcsolták, 35 faluval együtt.
A katonai határőrvidék eltörlése előtt az oláh bánsági határőrezred mehádiai századához tartozott.
1891-ben a Pallas Nagy Lexikona írta a településről:
Bolvásvölgy/Valea-Bolvasnica, kisközség Krassó-Szörény vármegye orsovai járásában,  1130 oláh lakossal.
A trianoni békeszerződés előtt Krassó-Szörény vármegye Orsovai járásához tartozott.
1910-ben 1303 lakosából 2 magyar, 1284 román volt. Ebből 1293 görög keleti ortodox volt.

## Nevezetességek
- Görög keleti ortodox temploma - 1836-ban épült.